# Srečko Kosovel
Srečko Kosovel (Sežana, Eslovênia, 18 de março de 1904 – Tomaj, Eslovênia, 27 de maio de 1926) foi um poeta, considerado um dos maiores modernistas do momento áureo dos movimentos de vanguarda. Srečko Kosovel teve seus poemas publicados postumamente, o que o impediu de ser coroado em vida, como um dos maiores poetas modernistas europeus, ao lado do russo Vladimir Maiakóvski. Kosovel é agora considerado um dos principais poetas modernistas da Europa Central, e a sua obra não ocorre em saltos: suas fases impressionista e expressionista são concomitantes à sua extrema vanguarda dos “kons” (cons) da fase construtivista (1925-1926). E mais: mantém o mesmo nível de excelência. Pelos seus poemas expressionistas e impressionistas, foi comparado, sem favor, com Arthur Rimbaud.

## Vida
O caçula de cinco filhos do pai Anton Kosovel - um professor esloveno que não foi autorizado a continuar ensinando na língua eslovena depois que o litoral austríaco foi anexado pela Itália pelo Tratado de Rapallo - e de Katarina Streš, que tinha 40 anos na época de seu nascimento e nutriu os talentos artísticos de seus filhos, Kosovel nasceu em Sežana, então parte do Império Austro-Húngaro, e viveu na cidade vizinha de Tomaj. Antes da anexação da região do Carste pela Itália, ele se familiarizou com obras da cultura eslovena em geral, especialmente o romance e o teatro esloveno, no Salão Nacional de Trieste, o centro cultural dos eslovenos. O fato de Kosovel ter vivenciado, muito jovem, o sofrimento humano durante a guerra, também motivou  a comparação com Rimbaud, por parte de seus biógrafos: a Frente Isonzo - um dos piores compromissos da Primeira Guerra Mundial, com uma sequência de 12 batalhas entre os exércitos austro-húngaro e italiano - teve lugar próximo à aldeia natal do poeta. Começou quando ele tinha 12 anos e terminou oficialmente quando ele tinha 17. Assim como aconteceu com Rimbaud, nas batalhas da Guerra Franco-Prussiana, Kosovel manteve contatos regulares com soldados feridos e viu centenas cadáveres, porque o campo de batalha ficava a apenas 15 quilômetros de sua casa, o que teve um efeito traumatizante sobre ele. Seus pais queriam que ele fosse removido da vizinhança da guerra e, assim, em 1916, ele e sua irmã se mudaram para Liubliana.
Kosovel frequentou a escola primária em Tomaj e depois de concluir o ensino fundamental, matriculou-se em Liubliana para estudar alemão. Começou a participar do círculo literário do ensino médio e também publicou um jornal impresso chamado Lepa Vida ("Bela Vida", um motivo da poesia folclórica eslovena) que reuniu vários jovens talentos, cujas atividades foram encerradas por causa de dívidas não pagas. Seus primeiros trabalhos evocavam principalmente a saudade de sua família e a paisagem nativa de Carste. Quando se formou, em 1922, decidiu estudar eslavo, literatura e pedagogia na Faculdade de Artes da Universidade de Liubliana. Sua vida intelectual foi intensa no período: participou da revista avant-garde Trije labodi (Três Cisnes), que começou a se editar em 1921 na cidade de Novo mesto. Organizou um círculo literário-dramático, com palestras e noites literárias em Liubliana e junto a trabalhadores em Zagorje. Em 1925, ele e seus colegas assumiram a edição da revista Mladina (Juventude), no mesmo ano em que, ao lado artista construtivista Avgust Černigoj, estava pensando em criar uma nova revista: Konstruktor (Construtor). Com efeito, Kosovel começou a escrever seus poemas construtivistas, chamados konsi (kons, no singular), abreviação de konstrukcije (construções), cheios de inovações linguísticas: linguagem livre de sintaxe e ordem lógica, liberdade de imagens, uso de tipografia, estilos e cores, símbolos matemáticos, equações, colagens e todos os outros tipos de escrita experimental. Na mesma época, ele se preparou para publicar uma coleção de seus primeiros poemas, intitulada “Zlati čoln” (Barco Dourado). No entanto, ficou arrasado com a resposta negativa das editoras e de alguns de seus amigos mais próximos (uma antologia de seus poemas, intitulada “Zlati čoln”, seria publicada postumamente em 1954). Voltou-se, então, exclusivamente para sua poesia construtivista e desejava publicar uma coleção intitulada “Konsi”, concebendo também a ideia de um sindicato de escritores proletários e de uma editora chamada Strelci (Arqueiros), na qual a sua coleção poderia ser publicada. Nunca conseguiu: em 1926, em meio às represálias submetidas aos intelectuais eslovenos diante do governo fascista da Itália e da política do rei Alexandre de "boas relações" com Mussolini, Kosovel procurou radicalizar a sua arte e manteve contatos com a organização antifascista radical rebelde, TIGR - uma abreviação de Trst (Trieste), Istra (Ístria), Gorica (Gorizia) e Reka (Rijeka), nome completo: Organização Revolucionária da Marcha Juliana T.I.G.R. (Esloveno: Revolucionarna organizacija Julijske krajine - T.I.G.R.) -  e visitou a cidade iugoslava de Zagorje para realizar um de seus recitais; enquanto esperava o trem retornar a Liubliana, contraiu um resfriado que, mal curado, desencadeou uma meningite. Retornando a Tomaj, morreu em 27 de maio, aos 22 anos.

### Obra póstuma
Meses depois de sua morte, Alfonz Gspan fará publicar “Pesmi” (Poemas; 1927), que já contém algumas de suas melhores poesias, como: "Romanca" (Romance), "Vetri v polju" (Vento no campo), "Krik po samoti" (Grito de solidão), "Pesem ponižanih" (Canção dos humilhados), "Kakor naraščanje" (O chamamento), "Vse, o vse" (Tudo, oh tudo), "Ta strašni čas" (Esse tempo terrível), "Glej, saj ne moreš več" (Vês, tu não podes mais), "Opolnoči" (Meia-noite), "Obraz vesti" (Face da consciência), "Molitev" (Oração), "Beli Krist" (Iluminado Cristo) e "Ekstaza smrti" (Êxtase da morte). Em 1931 publicou-se “Izbrane pesmi” (Poemas Reunidos), que contém os icônicos “Ne, jaz nočem še umreti” (Não, eu não quero morrer ainda), “Moja pesem” (Meu poema) e “Vozil sem se” (Eu naveguei). Seguiram-se os 3 volumes de “Zbrano delo” (Obra Reunida) editados por Anton Ocvirk a partir de 1946, que foram recebidos com grande entusiasmo pela comunidade literária. Ocvirk publicou ainda “Zlati čoln” (Barco Dourado) em 1954 - que contém, entre outros, os belíssimos "Balada", "Jesen" (Outono), "Preproste besede" (Palavras simples), "Beatrice" (Beatriz) e "Slovo" (Adeus). Por esses livros, os franceses descobriram Kosovel e o elevaram à condição de grande mestre da poesia, dedicando-lhe o número 127 da célebre coleção "Poètes d'aujourd'hui" (Poetas de hoje), publicado em 1965 pelas Éditions Seghers, com texto organizado por Marc Alyn. Era o início da consagração internacional. Mas os poemas sob os quais repousa a glória eterna e a genialidade máxima de Kosovel, haviam ficado de fora. Foi somente em 1967, num livro chamado “Integrali '26” (Os Integrais), também editado por Ocvirk, que se deu à estampa a vanguarda sintetizadora de Kosovel, obra que antecipa muito do que se viu no modernismo e pós-modernismo mundial, inclusive no Brasil. Dentre os poemas mais notáveis dessa obra, merecem destaque: "Rime" (Rimas), "Evakuacija duha" (Evacuação do espírito), "Integrali" (Integrais), "Nad norišnico" (Acima do manicômio), "Predmeti brez duše" (Objetos sem alma), "Srce v alkoholu" (Coração no álcool), "Sferično zrcalo" (Espelho esférico), "Blizu polnoči" (Quase meia-noite), "Ostri ritmi" (Ritmos agudos), "Pesem iz kaosa" (Poesia do caos), "O dogmatiki" (Sobre dogmática), "Pred kapitulacijami" (Antes das capitulações), "Mistična luč teorije" (Luz mística teorética), "Potuhnjeni tipi" (Tipos sorrateiros), "Delirij" (Delírio), "Napis nad mestom" (Inscrição acima da cidade), "Ljubljana spi" (Liubliana dorme), "Slanik" (Arenques), "Črni zidovi" (Muros negros), "Zaznamovanci" (Os Marcados), "Mrtve oči" (Olhos Mortos), "Gloria in excelsis", "Starci" (Velhos), "Evropa umira" (A Europa agoniza), "Destrukcije" (Destruição), "Majhen plašč" (Pequeno casaco),  "Tujina in mi" (O exterior e nós), "Tvoj glas je mil" (Tua voz é suave), "Rdeča raketa" (Foguete vermelho), "Solze mask" (Máscaras lacrimejantes), "Svetilka ob cesti" (Lâmpada de rua), "Kalejdoskop" (Caleidoscópio), "Veseli, dinamični, relativni" (Animado, dinânimo, relativo), "Samomorilec pred zrcalom" (Suicida frente ao espelho), "Nihilomelanholija" (Nihilmelancolia), "Ura žalosti" (Hora da Tristeza), "Kabinetni ljudje" (Gente de gabinete), "Smrt" (Morte), "Jesensko tiho" (Silêncio outonal) e toda série dos "kons" (cons), dentre os quais, os mais notáveis são: "Kons" (Cons), "Kons 2" (Cons 2), "Kons. Kons. Kons." (Cons. Cons. Cons.), "Kons: ABC" (Cons: ABC), "Kons.5" (Cons. 5), "Kons: mačka" (Cons: gato), "Kons: Novi dobi" (Cons: Nova era), "Kons: N" (Cons: N), "Kons: X" (Cons: X), "Kons: XY" (Cons: XY) e "Kons: Z" (Cons: Z).

#### Vanguarda modernista
Se “Integrali '26” tivesse sido publicado na época de Kosovel, não há dúvida de que essa obra teria revolucionado o panorama da poesia modernista de vanguarda. Não sendo um adepto da “arte pela arte” - conceito caro a Stéphane Mallarmé - Kosovel, no entanto, levou adiante a proposta de uma sintaxe visual (que procurasse ultrapassar as estruturas tradicionais da poesia) iniciada por Mallarmé em "Un Coup de Dés Jamais N'Abolira le Hasard" (Um Lance de Dados Nunca Abolirá o Acaso; 1897), justamente com “Integrali’26”, obra em que o design gráfico exige um formato não convencional, no qual o espaço físico do poema e a disposição do mesmo na página, diz tanto quanto o poema em si, para não falar das colagens, da simbologia matemática, etc. Também encontramos nos “cons”, a matéria bruta e diligente da euforia citadina, a técnica precisa dos cartazes e o grito que eclode das entranhas das ruas (como em Vladimir Maiakóvski), assim como um apelo algo místico também encontrado no Imagismo de Serguei Iessenin, sem que Kosovel tivesse a necessidade de criar um refúgio seguro ao colapso do velho mundo. E essa proximidade com a vanguarda russa, mostra o quanto Srečko estava adiantado na sua própria época, uma vez que o modernismo poético em geral estava preso ao Futurismo do italiano Filippo Tommaso Marinetti, ridicularizado por Maiakóvski. Ou, como no caso do Brasil, ao simbolismo do belga Émile Verhaeren: Mário de Andrade dirá que a sua obra-prima (inauguradora, de fato, do Modernismo brasileiro), “Paulicéia Desvairada” (1922) foi-lhe inspirada pelas "Les villes tentaculaires" (As cidades tentaculares; 1895) de Verhaeren.
Mas Kosovel dará um passo adiante: mais ligado a Maiakóvski pela forma, estará espiritualmente mais próximo a Boris Pasternak e, assim sendo, também de Rainer Maria Rilke, de quem Pasternak foi o herdeiro espiritual: também para Kosovel, a poesia seria uma apreciação daquilo que existe e uma espécie de elucidação da morte. Como em Pasternak – assim como em Rilke – em Srečko Kosovel, vida e morte se reencontram e esses dois estados, ao invés de contrários, participam da pressuposta síntese que une e congraça aquilo que parece tender ao fim. Kosovel compreenderá que existem, em todas as aparências da realidade, similitudes descortinadas pelos poetas e visionários. Toda a sua obra está escrita sob o signo do chamamento do homem à sua missão de ser homem, num mundo em ruínas. E o poeta é o intermediário dos homens nos mundos físico e metafísico. Como Walt Whitman, quis Kosovel que sua vida e sua obra fossem, afinal, uma coisa só. Poeta em tempo integral (algo mais raro do que pode parecer), sua obra poética ganha uma dimensão muito mais abrangente no quadro de todo movimento modernista de vanguarda das primeiras décadas do século XX e tanto na forma como no conteúdo, está na linha de frente.

##### Poeta do desvelamento (aletheia)
Kosovel também foi o poeta do desvelamento, da aletheia (ἀλήθεια) dos gregos, retomada pelo alemão Friedrich Hölderlin nos seus cantos e hinos e pelo filósofo Martin Heidegger em “Sein und Zeit” (Ser e Tempo) de 1927. Nesse sentido, Srečko está sempre buscando o significado oculto detrás das palavras, das aparências e expressões. Em vários de seus poemas, encontramos um véu que está sendo retirado, mostrando a face. Aliás, a simbologia kosoveliana é bem própria: o cinza (o estado de espírito acabrunhado e melancólico do pós-guerra e a dureza do homem diante desse contexto); o branco (que em sua obra, na maioria das vezes, não é a pureza, mas a qualidade do que é exangue, sem vida, frio, morto); o vermelho (que tanto se refere ao comunismo – “o homem vermelho” – quanto ao sangue derramado pela inevitável revolução); o azul (o celeste e também o metafísico), o prata (o translúcido, o diáfano espiritual), etc. Também o símbolo do barco em mares tempestuosos – ou mesmo pairando no ar – é caro a Kosovel (o Barco Dourado, que simboliza a própria alma) e nesse sentido ele se aproxima do romântico inglês Percy Bysshe Shelley (que o historiador britânico Eric Hobsbawm dizia representar a extrema esquerda e que não poucos estudiosos colocam como precursor dos modernos) para quem, no rio da vida, um barco-alma navega para sempre, perpassando precipícios.

#### Poeta do Carste
A região cárstica, com seu cenário ascético e rígido, é um dos principais motivos da primeira fase da poesia kosoveliana e segue como referência em seus poemas vanguardistas. No entanto, seus versos jamais são regionalistas: mesmo cantando a região do Carste, sua poesia é universal, porque o cenário em sua obra, é pano de fundo para uma reflexão sobre o destino do homem no mundo e das crises desse próprio mundo. Kosovel é chamado de Poeta do Carste, na mesma medida que o sueco Erik Axel Karlfeldt é chamado de Poeta da Dalecárlia. Mas enquanto a produção poética de Karlfeldt estará sempre ligada ao éden de Fridolin, seu alter ego – e consequentemente ao folclore da Dalecárlia – a poesia de Kosovel transporta o Carste para todas as partes do mundo: a Eslovênia é o mundo, assim como tudo que fez (e faz) parte dos valores culturais eslovenos (Trieste, etc).

##### Recepção
Em sua terra natal, Kosovel entrou no cânone literário esloveno do século XX, como o poeta que produziu uma obra impressionante, com mais de 1000 páginas manuscritas, entre as quais 500 poemas completos, com uma qualidade considerada incomumente alta. A poesia de Kosovel é complexa demais para ser identificada com uma única corrente e mostra sua preocupação com a opressão social e política nas terras eslovenas, o destino do seu povo ameaçado pelas potências estrangeiras, o sentimento de uma decadência da Europa e a esperança de um "novo amanhecer". Vista como originária de três movimentos artísticos, Impressionismo, Expressionismo e Construtivismo, na verdade também incorpora elementos do Dadaísmo, do Cubofuturismo, do Imagismo, da poesia engajada e do Cristianismo: o poeta foi um socialista cristão e conseguiu resolver o que poderia ser, para muitos, contraditório: Kosovel encarava a revolução socialista como um projeto amplo, que levasse em conta a metafísica das relações sociais. Deveria ser cultural e não apenas econômica e política. E sobretudo, não foi um panfletário e desconfiava da doutrinação das massas. Afastou-se tanto do partidarismo (que, em Maiakóvski, era legítimo) quanto da louvação exagerada da técnica a serviço da transformação da sociedade (sob o controle regulador do Estado). A princípio, Kosovel também se entusiasmou pelas conquistas técnicas, mas no entanto, ele mesmo dirá em “Srce v alkoholu” (Coração no álcool):  
“Vlak je počasen kakor črni polž./
Misel je kakor blisk.”
(O trem é lento como caracol preto./
Pensamento é como um raio).
Mas o seu engajamento e o seu humanismo ficaram bem exemplificados no já lendário “Kons” (Cons): 
"Tiger je skočil na krotilca/
in ga raztrgal./
Zveri se ne da dresirati./
Za prirodo ni dresure./
Ljudi se ne da mehanizirati./
V mehaniki ni kulture."
(O tigre pulou no domador/
e o rasgou./
Bestas não podem ser treinadas./
Não se amestra a natura./
Pessoas não podem ser mecanizadas./
Na mecânica inexiste cultura.)
E no último verso, sentencia:
```
"Človek ni avtomat"
```

(Homem não é autômato)
Antecipando o filósofo francês Maurice Merleau-Ponty, Kosovel entendeu que liberdade sempre será liberdade condicionada e que nenhum regime político está, de fato, disposto a oferecê-la sem pedir algo em troca. A revolução socialista, que ele próprio louvou no poema "Revolução" (Revolucija) dos "Izbrane pesmi" (Poemas Reunidos; 1931) afinal acabou por tomar outros rumos, que tanto Iessenin quanto Maiakóvski descobriram cedo na Rússia. Portanto, o legado de Srečko Kosovel é ainda mais coerente, mais lúcido, dentro da sua decisão de fazer da sua vida e da sua poesia, um todo.

##### Recentes descobertas
Em 2010, Marjan Dolgan publicou em Liubliana o volume "Iz zapuščine" (Do legado), reunindo poemas da juvenília do poeta, salmos, alguns "cons" que ficaram de fora da seleção de 1967 e mesmo outros poemas que poderiam ter feito parte de "Integrali'26": em "Sifilitični kapitan" (Capitão sifilítico), por exemplo, Kosovel evoca os “bárbaros” como o tipo mais puro de homens - os trabalhadores, genuínos exemplos da força – relegando aos “senhores de fraque” (os capitalistas, por “excelência”) o lugar dos fracos, dos incapazes, dos sifilíticos. Entre outros poemas: "Zdaj se poslavljam" (Agora eu digo adeus), "Za zastrtimi okni" (Atrás das janelas cortinadas), "Lepa vida" (Bela vida), "Umetnost" (Arte) – esse, aliás, de uma assombrosa atualidade -, "Poetsko življenje" (Vida poética), "Pesnik" (Poetas), "Zakaj so ljudje" (Por que as pessoas), "Tristis Amor" (Amor triste), "Ozek je trotoar" (Estreita é a calçada), "V stanem od mize" (Levanto-me da mesa), "Samosrečanje" (Autoconhecimento), "Naše veselje" (Nossa alegria), "Vprašanje sebi" (Pergunte a ti mesmo), Čaša vode" (Copo d'água), "Majska mesečina" (Lua de maio), "Člověk iz polnoči" (O homem da meia-noite), "Bianca" e o já citado "Sifilitični kapitan" (Capitão sifilítico), etc.